# Gymnasium Leonhard
Das Gymnasium Leonhard ist ein sprachlich und musisch geprägtes Gymnasium in der schweizerischen Stadt Basel am Kohlenberg. Es entstand 1997 durch einen Zusammenschluss des Gymnasiums am Kohlenberg und des Holbein-Gymnasiums, die beide in bedeutendem Masse an die alte Tradition des Mädchengymnasiums anknüpften.

## Geschichte
Noch im Gründungsjahr 1777 plante die Gesellschaft für das Gute und Gemeinnützige Basel (GGG) eine «Töchterschule», um die Bildungs- und Berufschancen von Mädchen zu verbessern. Die dann im März 1781 an der Freien Strasse eröffnete Schule wurde nach einer zweijährigen Versuchsphase wieder geschlossen.
Im Januar 1813 gelang die Gründung einer «Töchterschule», die Bestand haben sollte. 1884 zog die Schule in ein neu erstelltes Gebäude am Kohlenberg. 1899 wurde die Gymnasialabteilung eröffnet, die es den Mädchen in Basel ermöglichte, eine Matura zu machen. 1906 wurde die Töchterschule, im Volksmund als Affenkasten bekannt, nach Plänen von Theodor Hünerwadel erweitert, und 1913 wurde sie als Maturitätsschule eidgenössisch anerkannt. Mit dem Schulgesetz von 1929 wurde die Schule in «Mädchengymnasium» umbenannt und in drei Abteilungen aufgeteilt:
- Gymnasialabteilung
- Realabteilung (~ neusprachlich)
- Allgemeine Abteilung (~ Diplommittelschule), die der heutigen Fachmaturitätsschule entspricht.

1959 wurde die Schule in die Mädchengymnasien I und II getrennt. Das Mädchengymnasium II bezog ein neu erstelltes Gebäude, das die heutige Weiterbildungsschule Holbein beherbergt. 1968 wurde in den Basler Gymnasien die Koedukation eingeführt, womit auch Knaben die Schulen besuchen durften. Die ehemaligen Mädchengymnasien I und II hiessen nun Kohlenberg- und Holbein-Gymnasium. Im Zuge der durch die Basler Schulreform von acht auf fünf Jahre verkürzten Gymnasialdauer wurden diese zwei Schulen 1997 wieder zusammengeschlossen. Seither besitzt das Gymnasium den heutigen Namen «Gymnasium Leonhard».
2013 gab es das Jubiläum «200 Jahre Höhere Mädchenbildung Basel». Zu den bekannten Absolventinnen und Absolventen der Schule (Gymnasium am Kohlenberg) gehört der Philosoph Andreas Urs Sommer.

## Partnerschulen
- Juglas-Gymnasium, Lettland (Kontakt seit 1993, seit 1995 jährliche Austausche)
- Middle School No. 1, Yantai, VR China (Kontakt seit 1998, erster Austausch im Jahre 2000)
- Wakefield Memorial High School, USA (seit 2003 jährliche Austausche)
- Zernike College Groningen, Niederlande (seit 2005 jährliche Austausche)
- Gloucester High School, USA (seit 2006 jährliche Austausche)
- High School Affiliated to Fudan University, Shanghai, VR China (seit 2011, erster Austausch 2012)

## Schüler
- Auguste Bruckner, (1919–1997), Archäologin